# Stericycle
Stericycle Inc. è una azienda statunitense che opera nel settore dei servizi per la protezione delle persone e la gestione del rischio.
È quotata al NASDAQ (SCRL).

## Storia
La società è nata nel 1989 a Lake Forest e nel 1996 si è quotata in Borsa.

## Attività
Sebbene oggi operi in una pluralità di settori, la società è specializzata nel campo della raccolta, del trattamento e dello smaltimento di rifiuti speciali ospedalieri. Offre anche servizi di consulenza per la gestione del rischio connesso alle operazioni con tali rifiuti. Utilizza sistemi a disattivazione elettro termale ovvero onde radio a bassa frequenza per eliminare gli agenti patogeni dai rifiuti o per usarli come combustibile. Si avvale anche di autoclavi ed inceneritori.
È definita società leader nel settore in USA e in Inghilterra.

## Numeri
Nel 2007 ha avuto vendite per 661.6 milioni di dollari, un Ebitda di 214.1 milioni, Ebit di 177 milioni, utili per 95.8 milioni.
Al 31 dicembre 2009 la sua capitalizzazione ammontava a 6.98 miliardi di dollari e contava 7784 collaboratori.